# Buchbach (Bajorország)
Buchbach település Németországban, azon belül Bajorországban. Lakosainak száma 3372 fő (2023. december 31.). Buchbach Dorfen, Velden (Vils), Wurmsham, Oberbergkirchen, Ampfing és Schwindegg községekkel határos.

## Népesség
A település népessége az elmúlt években az alábbi módon változott:
| Lakosok száma | 560  | 834  | 1963 | 2475 | 3046 | 3084 | 3128 | 3168 | 3220 | 3372 |
|               | 1875 | 1950 | 1975 | 1987 | 2012 | 2014 | 2016 | 2017 | 2021 | 2023 |